# Radonín
Radonín (en allemand : Radonin) est une commune du district de Třebíč, dans la région de Vysočina, en République tchèque. Sa population s'élevait à 90 habitants en 2025.

## Géographie
Radonín se trouve à 4,55 km au sud-est du centre de Brtnice, à 26 km au sud-sud-est de Třebíč, à 16 km au sud-est de Jihlava et à 130 km au sud-est de Prague.
La commune est limitée par Brtnice au nord, par Číchov à l'est, par Zašovice au sud et à l'ouest, et par Kněžice au nord-ouest.

## Histoire
La première mention écrite de la localité date de 1224.

## Transports
Par la route, Radonín se trouve à 5,5 km de Brtnice, à 15,5 km de Třebíč, à 18 km de Jihlava et à 149 km de Prague.